# Orobanche calendulae
Orobanche calendulae é uma espécie de planta com flor pertencente à família Orobanchaceae. 
A autoridade científica da espécie é Pomel, tendo sido publicada em Bull. Soc. Sci. Phys. Algérie 11: 110 (1874).
O seu nome comum é erva-toira-barbuda.

## Portugal
Trata-se de uma espécie presente no território português, nomeadamente em Portugal Continental e no Arquipélago da Madeira.
Em termos de naturalidade é nativa das duas regiões atrás indicadas.

## Protecção
Não se encontra protegida por legislação portuguesa ou da Comunidade Europeia.